# Ruda (Udine)
Ruda (friülà Rude) és un municipi italià, dins de la província d'Udine. És a la regió de la Bassa Friülana. L'any 2007 tenia 2.970 habitants. Limita amb els municipis d'Aiello del Friuli, Campolongo Tapogliano, Cervignano del Friuli, Fiumicello, San Pier d'Isonzo (GO), Turriaco (GO), Villa Vicentina i Villesse (GO)].

## Administració
| Període | Identitat    | Partit        |
| ------- | ------------ | ------------- |
| 2004-   | Palmina Mian | Llista cívica |